# San Pedro (Capayán)
San Pedro es una localidad del Departamento Capayán, en la provincia argentina de Catamarca.
Se encuentra al pie de la falda sudoeste de la sierra de Ambato. Se accede desde la ciudad de San Fernando del Valle de Catamarca por Ruta Nacional 38 hasta la localidad de Capayán, para luego desviarse hacia la derecha por un camino rural hasta San Pedro.

## Población
Cuenta con 372 habitantes (Indec, 2010), lo que representa un incremento del 8% frente a los 342 habitantes (Indec, 2001) del censo anterior.
| Gráfica de evolución demográfica de San Pedro entre 1991 y 2010 |
|                                                                 |
| Fuente: Censos nacionales del INDEC                             |

## Sismicidad
La sismicidad de la región de Catamarca es frecuente y de intensidad baja, y un silencio sísmico de terremotos medios a graves cada 30 años en áreas aleatorias. Sus últimas expresiones se produjeron:
- 21 de octubre de 1966 (58 años), a las 12.39 UTC-3 con 5,0 Richter; como en toda localidad sísmica, aún con un silencio sísmico corto, se olvida la historia de otros movimientos sísmicos regionales
- 3 de noviembre de 1973 (51 años), a las 14.17 UTC-3 con 5,8 Richter: además de la gravedad física del fenómeno se unió el olvido de la población a estos eventos recurrentes
- 7 de septiembre de 2004 (20 años), a las 8.53 UTC-3, con una magnitud aproximadamente de 6,5 en la escala de Richter (terremoto de Catamarca de 2004)[1]

## Cuenta De Facebook Del Pueblo
San Pedro Capayán
- Datos: Q7415097